# Mónica Azón Canalda
Mònica Azón Canalda (Barcelona, 19 d'octubre de 1972) és una regatista i periodista esportiva catalana.
Formada en categories infantils al Club Nàutic el Masnou, va competir en la classe 420 aconseguint el Campionat d'Espanya de 1989, juntament amb la seva germana Sandra. En la classe 470 ha sigut campiona d'Espanya en sis ocasions i, a més, aconseguí la medalla de bronze en el Campionat d'Europa de first class 8 de 2001. En classe Yngling, juntament amb la seva germana Sandra i Graciela Pisonero, va guanyar dos Campionats del món, 2002 i 2006, i un d'Europa, 2006. També, va participar en tres Jocs Olímpics: Barcelona 1992, com a regatista de reserva, Atenes 2004 i Pequín 2008. Llicenciada en ciències de la comunicació, va treballar com a enviada especial de diferents mitjans de comunicació en els Jocs Olímpics d'Atlanta 1996 i Sidney 2000. D'altra banda, ha participat en diverses competicions amb l'Azón Team, arribant a ser primera del rànquing mundial de la Federació Internacional de Vela.
Entre d'altres reconeixements, ha rebut la medalla de bronze del Reial Orde del Mèrit Esportiu, el World Sailor of the Year Award de la ISAF de 1996 i el premi Esportista català de l'any de 2006.